# Trachycystis microphylla
Trachycystis microphylla là một loài Rêu trong họ Mniaceae. Loài này được (Dozy & Molk.) Lindb. mô tả khoa học đầu tiên năm 1868.